# Чу (держава)
Держава Чу (спрощ.: 楚國; піньїнь: Chǔ Guó) — держава, що правила у Китаї у середній течії річки Янцзи, у періоди Чуньцю та Чжаньго. Це держава керувалося ванами з роду Сюн (熊). Існувала понад 800 років, повалена державою Цінь у 223 році до н. е.

## Географія
Територія колишнього Чу розташована в центральному Китаї. У період розквіту держава Чу займало місце теперішніх провінцій Хубей та Хунань цілком, а також простиралося на території сучасних провінцій Хенань на півночі, Аньхой, Цзянсу та Чжецзян на сході, Цзянсі, Гуансі, та Гуандун на півдні, Гуйчжоу на заході. Західному краю колишнього Чу відповідає також сучасна економічна зона із центром у місті Чунцін (не провінція, складає самостійну адміністративну одиницю).
Протягом тисячоліть від існування Чу Китай зазнав значних кліматичних змін. Незважаючи на впливовість у китайській культурній сфері, через кліматичні відрізнення цивілізація Чу значно відрізнялася від тієї що визначалася впливом династії Чжоу. Чу правомірно роздивляти як найбільшу північну державу у регіоні за назвою «прото-Південно-Східна Азія». Історично цей регіон суттєво відрізнявся від Південно-Східної Азії у сучасних визначеннях.

## Історія
У традиційній китайській історіографії прийнято вважати, що держава Чу було засновано в XI ст. до н. е. нащадком легендарного досконаломудрого правителя Чжуань-сюя. Археологічні знахідки дозволяють простежити історію держави Чу тільки з VIII ст. до н. е., а їх більша частина датується V—III ст. до н. е., коли воно перетворилося на могутню державу, що займало величезну територію: від Сичуаньської улоговини (провінція Сичуань) до південно-східних прибережних районів (провінції Аньхой, Цзянсу).
Перший історичний правитель Чу — Юй-сюн і його найближчі нащадки були не чусци, а вихідцями з півночі. Отримавши у володіння землі в Чу, вони зрослися з місцевою керівною елітою і дали початок керівної династії.
У X ст. активно боролася проти династії Чжоу. На початку періоду Чуньцю починає вихід за її межі на Велику китайську рівнину. Основний вектор зовнішньої політики Чу з цього часу — підкорення долини р. Хуайхе і спроби закріплення за собою півдня. Водночас володарями Чу застосовуються заходи із розширення сільськогосподарських угідь. Починають застосовуватися нові культури, зокрема рис.
Під час правління чуського У-вана (741—689 роки до н. е.) ведуться тривалі війні на південному заході — проти держави Ба (на території сучасної провінції Сичуань). Водночас робляться спроби підкорити долину р. Ханьшуй, якою володіло держава Шень. У 710 році укладається мирна угода з державою Ба, починається наступ на держава Суй та його союзників. У 704 році до н. е. володар Чу першим з китайських правителем приймає титул вана, що кидає виклик його носіям з династії Чжоу. При цьому традиційний чуський титул сюн замінюється на чжоуський ван.
У 689—685 роках до н. е. за правління Вень-вана відбуваються військові походи проти держав Шень, Ден і Ба. У 684—677 роках до н. е. підкорення значної частини долини р. Ханьшуй — походи на держави Цай і Чжен, знищення держави Ден.
У 666—656 роках до н. е. за Чен-вана здійснює п'ять походів на південь — на держава Чжен (на північний захід від Великої рівнини). У 656 році до н. е. завдає поразки коаліції північних країн на чолі з гегемоном Хуань-гуном з держави Ці.
У 655—645 роках до н. е. захопив невеликі держави — Сюй (на півночі), Хуан та Їн (південніше). У 644—637 роках до н. е. з метою отримання перепочинку у війнах та накопичення військової потуги задля нових військових кампаній укладаються угоди з державами Чжен, Цай, Сун і Ці та іншими, розташованими на півдні Великої китайської рівнини.
У 637 році до н. е. починається війна з гегемоном Вень-гуном з держави Цзінь. З метою протистиоянню навалі ворога укладається союзу з державою Вей. Втім у 632 році до н. е. у великій битві при р. Ченпу армія Чу зазнає поразки, в результаті активна зовнішня політика чусців припиняється. Чжен намагається спровокувати новий напад Чу на Цзінь і союзників, але чусці відмовляються.
У 631—625 роках до н. е. володар Чу зосереджується на вирішенні внутрішніх проблем, проводяться необхідні адміністративні та економічні реформи, що повинні зміцнити державу зсередини, а також надати можливість взяти реванш. У 627 році до н. е. Цзінь укладає союз з державами Чжен і Чень, витіснивши Чу з цієї області, Чу чинить опір і нападає на Цай і Чень. У 623—619 роках до н. е. за правління Му-вана продовжується це протистояння.
За час правління Чжуан-вана (613—591 роки до н. е.) та Ґун-вана (590—560 роки до н. е.) тривалі війні точилися з державами Сун, Шу, Чжен, Чень, Цзінь, починається протистояння з державою У. У 546 році до н. е. Чу поряд із Цзінь визнається гегемоном Китаю. Втім війна з У продовжилася, уські війська у 506 році до н. е. зуміли захопити столицю Чу — Ін.
Проте вже у наступному році Чу переходить у наступ, захопивши держава Тан. У 504 році до н.е. Чу зазнало поразку від У у річковій битві. Внаслідок цього було прийнято рішення перенести столицю з Ін до Жо. В наступні роки відбувається зміцнення війська та економіки. З цього моменту починається поступове розширення території: у 479 році до н. е. підкорено держава Чень, у 447 році до н. е. — Цай, 431 році до н. е. — Цзюй.
У 390—380 роках до н. е. Чу в союзі з державою Чжао з успіхом воювало проти держави Вей. У 351 році до н. е. Чу укладає мир з Вей. У 333 до н.е Чу в союзі з державою Ці захопило державу Юе, яке знаходилося на території сучасної провінції Чжецзян, і поділили його землі. Поступово Чу очолило коаліцію Цзун проти коаліції Хен на чолі із державою Цінь. Війна цих коаліцій триває до 278 року до н. е., коли столицю Чу — Ін — було захоплено ціськими військами. В результаті міць Чу підупало, а її вани вимушені були декілька разів переносити свою столицю, поки у 241 році до н. е. не зупинилися у м. Шоучунь. В цей час відбувається поступове відродження держави (у 257 році до н. е. чуські війська разом з державою Вей завдають поразки Цінь біля столиці Чжао — Ханьдань, у 256 році до н. е. захоплено князівство Лу — батьківщина Конфуція).
У 224 році до н. е. розпочалася нова війна Чу з державою Цінь, яка тривала з перемінним успіхом. Проте у 223 році до н. е. столиця чуської держави Пенчен була захоплена, Фучу-вана захоплено у полон, а сама держава припинила існування.

## Економіка
Чу володіло найпотужнішою аграрною економічною базою, заснованою на рисівництві, чужому державам басейну р. Хуанхе, що вирощували просо та пшеницю. У 548 році до н.е. система колективної обробки громадою частини її полів на користь вана була замінена зерновим податком з кожної родини.
Чуські володарі завжди розглядали свою державу як незалежний від сакральної і політичної влади чжоуського вана самостійний центр.
В Чу отримали широкий розвиток металургія, саме тут з'явилася перша зброя з заліза. Винайдено потужний арбалет з бронзовим спусковим механізмом, конструкція якого вимагала використання для його виготовлення бронзи вищої якості.
Землі Чу були багаті лісами, родовищами заліза, олова, міді та золота. У державі процвітала торгівля, це було єдине давньокитайська держава, в якому карбувалася золота монета.

## Культура
Як у географічному, так і в культурному сенсі Чу правомірно розглядались як центр південних культур, так само, як Чжоу — північних. Але, у той самий час, не правильно вважати культуру Чу повним виразом культурних традицій південного Китаю. За твердженням проф. Лі Ліна, Чу — одна з шести культурних традицій китайського півдня. Поряд із нею знаходяться культури (1) Ву та Юе, (2) Сюй, «численних Шу» 群舒 та Хуай Ї 淮夷(сучасн. Цзянсу та Аньхой), (3) Ба та Шу (Сичуань), (4) Дянь (Юньнань) 滇, та (5) «сто Юе» (далекий південь Китаю). Ці культури зберігали самобутність навіть під час політичного домінування Чу у період Воюючих держав. При цьому, держава Чу було головним каналом трансляції північної культури на південь.

### Мистецтво
Сьогодні відомі близько 1500 чуських пам'яток, що прийнято поділяти на кілька «серій», що виділяються за регіональним і археологічним принципом.
1. Комплекс у Сіньяні (на території однойменно повіту, південь сучасної провінції Хенань), де ймовірно, перебував первісний ареал формування держави Чу. Там було розкрите кілька аристократичних поховань.
2. Пам'ятники, виявлені в південній частині сучасної провінції Хубей, де у VII—VI ст. до н. е. перебувала метрополія держави Чу. Тут були відкриті руїни трьох великих міст, одне з яких було м. Ін — столицею держави Чу.
3. Пам'ятники, розташовані в інших районах провінції Хубей (комплекс у Лутайшань) і в північно-східній частині провінції Хунань.
Самобутність культури і мистецтва Чу проявляється в самих різних сферах. Перш за все, вона позначилася в бронзоливарній справі. Чуські майстри володіли секретом складної технології лиття по витопленому воску, в основі якої лежало виготовлення фігурної матриці та нанесення на неї воскового шару, що точно повторював деталі форми, рівного товщині стінок готового виробу, з подальшим покриттям матриці глиною. Ця техніка дозволяла виконувати навіть дуже великі (заввишки до 60 см і вагою до 200 кг) і химерні за формами вироби зі всім специфічним декором. Найраніші посудини в такій техніці, що датуються VII—VI ст. до н. е., походять з поховання чуського принца в Сіньяні, а їх найкращими зразками вважаються вироби з «усипальниці маркіза Ї» (Цзен-хоу Ї му).
Художні досягнення держави Чу, у порівнянні з досягненнями інших регіонів Стародавнього Китаю, виявляються у таких ремеслах, як лакове виробництво, шовкоткацтво, виготовлення дзеркал. Універсальною і найбільш яскравою художнього особливістю декоративно-прикладного мистецтва і скульптури Чу є популярність у них зооморфно-фантазійного стилю, породженого багатою творчою уявою місцевих майстрів й їх прагненням до створення самого химерного орнаментального фону, що відтіняє фігури всіляких фантастичних істот. Така, наприклад, вишивка на шовку, що складається з переплетених фігур змій, птахів, звірів, які начебто перетворюються один в одного на очах глядача.
Найбільш специфічними творами чуського образотворчого мистецтва визнані дерев'яні та вкриті лаковими розписами скульптури, які відтворюють верхню частину тулуба або тільки голови зооморфні-фантазійних істот з розлогими, як у оленя, рогами і довгим висунутим язиком.